# Millennium (film)
Millennium (1989) este un film SF regizat de Michael Anderson cu Kris Kristofferson, Cheryl Ladd, Robert Joy, Brent Carver, Al Waxman și Daniel J. Travanti în rolurile principale. Coloana sonoră originală este compusă de Eric N. Robertson. Filmul a fost comercializat cu următoarea remarcă: Oamenii din Zborul 35 sunt pe cale să aterizeze cu 1000 de ani în viitor."

## Distribuție
- Kris Kristofferson - Bill Smith
  - Jamie Shannon - tânărul Bill Smith
- Cheryl Ladd - Louise Baltimore
- Daniel J. Travanti - Dr. Arnold Mayer
- Robert Joy - Sherman the Robot
- Lloyd Bochner - Walters
- Brent Carver - Coventry
- David McIlwraith -Tom Stanley
- Maury Chaykin - Roger Keane
- Al Waxman - Dr. Brindle
- Lawrence Dane - Căpitan Vern Rockwell
- Thomas Hauff - Prim Ofițer Ron Kennedy

## Lansare și primire
A avut încasări de 5,8 milioane $. La sfârșitul anului 2018, filmul avea un rating de 11% pe Rotten Tomatoes.